# Boom Word Up
Boom Word Up(붐 워드 업)는 2016년 5월 3일에 발매된 윈즈(w-inds.)의 36번째 싱글이다.

## 앨범 종류

### 초회한정반 A
1. Boom Word Up
2. Smile Smile Smile
3. BooM Word Up(Instrumental)
4. Smile Smile Smile(Instrumental)

### 초회한정반 B
1. Boom Word Up
2. 히마와리
3. Boom Word Up(Instrumental)
4. 히마와리(Instrumental)

### 통상반
1. Boom Word up
2. Funtime
3. Boom Word Up(Instrumental)
4. Funtime(Instrumental)

## 차트
- 오리콘 위클리차트 3위를 기록하였다. (16/5/12)
- 뮤직스테이션 시디 랭킹 3위를 기록하였다. (16/5/6)
- CDTV 랭킹 3위를 기록하였다 (16/5/14)
- 빌보드 뮤직재팬 차트 8위를 기록하였다. (16/5/11)